# Садовая (Суражский район)
Садо́вая — деревня в Суражском районе Брянской области России. Входит в состав Дегтярёвского сельского поселения.

## География
Деревня находится в северо-западной части Брянской области, в зоне хвойно-широколиственных лесов, в пределах части Приднепровской низменности, при автодороге 15Н-2513, на расстоянии примерно 37 км (по прямой) к северо-востоку от города Сураж, административного центра района. Абсолютная высота — 169 м над уровнем моря.

### Климат
Климат характеризуется как умеренно континентальный с достаточным увлажнением, тёплым летом и умеренно холодной зимой. Среднегодовая многолетняя температура воздуха составляет 5,4 °С. Средняя температура воздуха самого тёплого месяца (июля) — 18,1 °C (абсолютный максимум — 37 °C); самого холодного (января) — −8 — −7,5 °C (абсолютный минимум — −37 °C). Период активной вегетации растений (с температурой выше 10°С) составляет 144 дня. Среднегодовое количество атмосферных осадков составляет 554 мм, из которых большая часть (285 мм) выпадает в тёплый период. Снежный покров держится в течение 120—130 дней.

### Часовой пояс
Деревня Садовая, как и вся Брянская область, находится в часовой зоне МСК (московское время). Смещение применяемого времени относительно UTC составляет +3:00.

## История
Возникла в первой половине XX века; 
в 1929-1963 в Мглинском районе. 
До 2005 во Вьюковском сельсовете.

## Население
| 2010 | 2013 |
| ---- | ---- |
| 41   | ↘36  |

### Национальный состав
В национальной структуре населения русские составляли 98 % из 49 человек (2002).
Будет упразднен как фактически не существующая в связи с переселением всех жителей на постоянное место жительства в другие населённые пункты